# 추억찾기
《추억찾기》는 대한민국 광주광역시·전라남도 민영방송사 kbc의 라디오 kbc My FM(광주·전남 중북부,전남 서남부 FM 101.1㎒/전남 영광 FM 104.3㎒/전남 동부권 FM 96.7㎒/전남 광양 FM 90.7㎒)에서 kbc 김도엽 현 프리랜서 아나운서의 진행으로 매주 일요일 오후 4시에 방송 했던 라디오 프로그램이다. 단, 2025년 2월 1일부터 행복한 추억찾기가 매일 방송으로 확대된다.

## 역대 방송시간
| 방송 채널 | 프로그램 | 방송 기간                          | 방송 시간                         | 방송 분량 |
| --------- | -------- | ---------------------------------- | --------------------------------- | --------- |
| kbc My FM | 추억찾기 | 1998년 2월 2일 ~ 2021년 12월 11일  | 월~토요일 오후 4:00 ~ 저녁 6:00   | 2시간     |
| kbc My FM | 추억찾기 | 2021년 12월 19일 ~ 2025년 1월 26일 | 매주 일요일 오후 4:00 ~ 저녁 6:00 | 2시간     |

## 역대 진행자
- 초대 - 김학실 前 아나운서 : 1998년 2월 2일 ~ 2012년 9월 15일
- 2대 - DJ 소수옥 : 2012년 9월 17일 ~ 2013년 11월 2일
- 3대 - 제창주 前 아나운서 : 2013년 11월 4일 ~ 2019년 8월 31일
- 4대 - 김도엽 前 아나운서 : 2019년 9월 2일 ~ 2020년 1월 4일
- 5대 - DJ 문애란 : 2020년 1월 6일 ~ 2021년 10월 23일
- 6대 - 김도엽 현 프리랜서 아나운서 : 2021년 10월 25일 ~ 2025년 2월 2일

## 매일 코너
- 책 한 줄 노래 한줄: 지난 시절 감동 깊게 읽었던 책을 다시 찾아내서 읽는 시간
- 사랑하는 그대(가족&친구&동료)에게 : 마음에 담아뒀던 진심을 풀어내는 청취자 참여 코너